# Lavazza

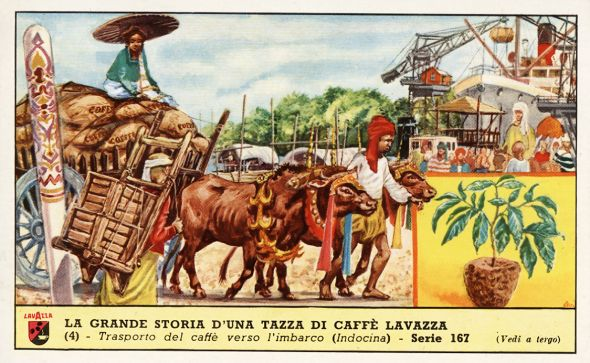
Werbekarte von Lavazza (um 1900)

Die Luigi Lavazza S.p.A. ist ein italienisches Kaffeeunternehmen mit Sitz in Turin. Das Unternehmen ist in den Bereichen Anbau, Veredelung und Vertrieb von Kaffeebohnen und -pulver, sowie Gastronomie tätig.

## Geschichte
Lavazza wurde 1895 in Turin von Luigi Lavazza gegründet. Zunächst wurde Kaffee in einem kleinen Einzelhandelsgeschäft geröstet und verkauft. Sein Enkel Emilio (1932–2010) baute das Unternehmen zu einem der großen Kaffeekonzerne Italiens aus. Heute ist Lavazza vor allem für Espressokaffee bekannt und exportiert weltweit.
Die Lavazza S.p.A. ist in vierter Generation in Familienbesitz. Lavazza begann in den 2000er Jahren mit der Eröffnung eigener Kaffeehäuser vorwiegend in italienischen Großstädten und an Autobahn-Raststätten, mit vereinzelten Standorten auch in Deutschland. Das Unternehmen beschäftigt weltweit rund 4200 Mitarbeiter und erwirtschaftete 2022 einen Umsatz von rund 2,7 Milliarden Euro.
Für den Einsatz auf der Internationalen Raumstation stellte Lavazza in Kooperation die ISSpresso her.

## Kritik
Lavazza Kaffee trägt kein unabhängiges Fair-Trade-Siegel. Im Juni 2010 wurde dem Deutschen Kaffee-Verband Hamburg vom Bundeskartellamt vorgeworfen, mit einer Pressemitteilung im Februar 2005 ein Kartell von Kaffeeunternehmen gefördert zu haben, weswegen ein Bußgeld von bis zu 90.000 Euro verhängt wurde. Zu den beteiligten Kaffeeröstereien gehörten neben Lavazza die Unternehmen Kraft Foods Außer Haus Service (Bremen), Tchibo (Hamburg), Seeberger (Ulm), Segafredo Zanetti Deutschland (München), Gebr. Westhoff (Bremen), Melitta System Service (Minden), und J. J. Darboven (Hamburg). Den letzteren beiden Unternehmen wurden die Geldbußen wegen ihrer Kooperation bei der Aufklärung der Vorwürfe reduziert.